# León Carlos Arslanian
León Carlos Arslanián (Buenos Aires, 23 de octubre de 1941) es un abogado y exjuez argentino. Se destacó, entre otras cosas, por haber integrado el tribunal que en 1985 condenó a los militares que gobernaron el país durante la dictadura cívico-militar, autodenominada Proceso de Reorganización Nacional (1976-1983), en el llamado Juicio a las Juntas. Ocupó cargos importantes relacionados con la seguridad en varios gobiernos.

## Trayectoria
Cursó sus estudios en el Colegio Nacional de Buenos Aires y posteriormente la carrera de Derecho en la Universidad de Buenos Aires, con especialización en Derecho Penal.
Entre 1984 y 1986 se desempeñó como juez de la Cámara Nacional de Apelaciones en lo Criminal y Correccional de la Capital Federal. En ese carácter participó del histórico Juicio a las Juntas militares que se realizó en 1985, presidiendo el tribunal al momento de dictarse la sentencia.
En 1988 renunció como juez, y organizó un estudio jurídico, al cual se sumó entre otros Jorge Torlasco, su colega en la Cámara Federal. Durante el gobierno del presidente Carlos Menem se desempeñó como ministro de Justicia de la Nación (1989-1992). En 1993 integró la Comisión de Juristas Internacionales sobre la Administración de Justicia en el Perú. El 11 de febrero de 1998 fue designado presidente del Instituto de Política Criminal y Seguridad de la Provincia de Buenos Aires y el 13 de abril de 1998 asumió el cargo de ministro de Justicia y Seguridad de la Provincia de Buenos Aires, hasta su renuncia, el 5 de agosto de 1999. Fue reemplazado por el exjuez Osvaldo Lorenzo, mientras Eduardo Duhalde era gobernador y Carlos Ruckauf candidato a la Gobernación.
Durante su ministerio de Seguridad comenzó una lucha contra la corrupción, depuró las fuerzas policiales e hizo una limpieza al pasar a retiro a toda la plana mayor de la policía provincial. Arslanián cambió la ley orgánica policial e inició el proceso de descentralización de la policía, al dividirla en 18 jefaturas departamentales y eliminar las jerarquías de jefe y subjefe de la fuerza, que comenzó entonces a ser dirigida por primera vez en la historia por un civil. Reformó el Código Procesal bonaerense y creó la Oficina de Control de la Corrupción y Abuso Funcional, integrada por un auditor de Asuntos Internos, dependiente del ministro de Seguridad, así como por un Tribunal de Ética. Esta reforma, sería modificada por Carlos Ruckauf, y retomada por Arslanián durante la gobernación de Felipe Solá y durante la gobernación de Daniel Scioli.
Fue ministro de Seguridad de la provincia de Buenos Aires durante la gobernación de Felipe Solá (2004-2007). En 2005, puso en funcionamiento el 911, un servicio telefónico de denuncia, y la Policía Buenos Aires 2, un cuerpo de seguridad separado de la tradicional Policía Bonaerense que fue disuelto en 2006. En 2007 se retiró de su cargo como Ministro de Seguridad de la Provincia de Buenos Aires. 
En la actualidad ejerce la abogacía de forma privada. En 2016 fue contratado como uno de los abogados patrocinantes de Fernando Hugo Giannoni,  presidente de la empresa minera Barrick Gold, en la causa en la que la justicia federal investigó la actuación de la empresa en tres derrames de solución cianurada sucedidos en 2015 y 2016, sosteniendo que la competencia correspondía a la justicia de la provincia de San Juan.También patrocina a Fernando Espinoza, intendente del partido bonaerense de La Matanza, en un juicio por presunto abuso sexual.